# Thalamita imparimana
Thalamita imparimana is een krabbensoort uit de familie van de Portunidae. De wetenschappelijke naam van de soort is voor het eerst geldig gepubliceerd in 1899 door Alcock.